# Unkelbach
Unkelbach ist ein Ortsbezirk der Stadt Remagen im Landkreis Ahrweiler in Rheinland-Pfalz. Am 31. Dezember 2018 betrug die Einwohnerzahl des Ortsbezirks 1178.
Der Ortskern ist von zahlreichen restaurierten Fachwerkhäusern sowie engen, verwinkelten Gassen geprägt, an denen der Unkelbach vorbeifließt.

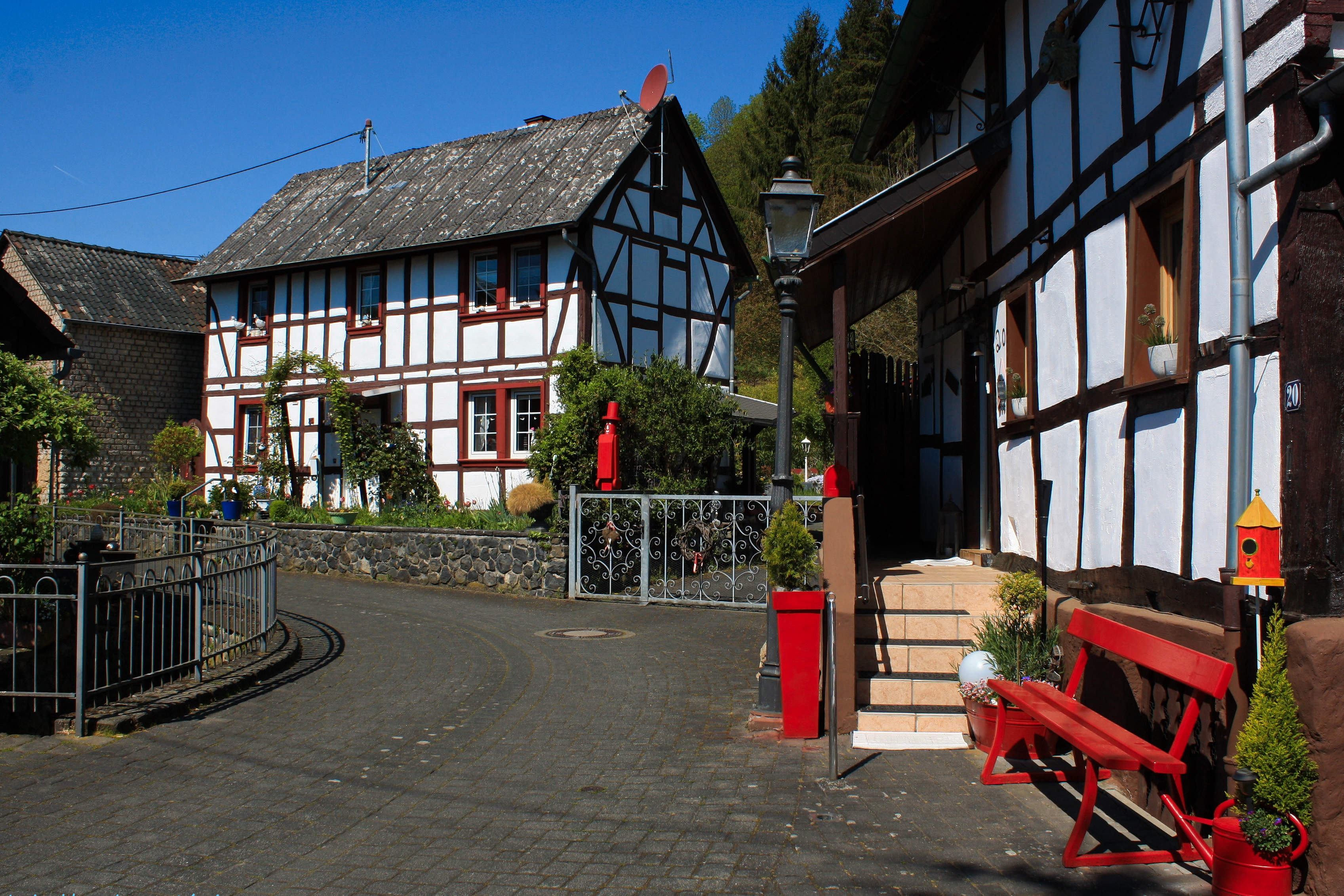
Unkelbach, am Bach

## Geographie
Unkelbach liegt 20 Kilometer südlich von Bonn und 50 Kilometer nördlich von Koblenz in einem Tal, von wo aus der Unkelbach noch etwa einen Kilometer durch ein gleichnamiges Seitental in den Rhein fließt. In Tallage dehnt sich der Ort in Ost-West-Richtung in ca. 1,5 Kilometer aus; in der Nord-Süd-Richtung beträgt die Ausdehnung ca. einen halben Kilometer. Der Mittelpunkt des alten Ortskerns liegt auf etwa 90 Meter über Normalnull. Im Norden und Süden wie auch im Westen der Gemarkung finden sich Erhebungen von 214 Meter bis 236 Meter über Normalnull. Verkehrstechnisch gehört Unkelbach zur Rheinschiene und ist mit der linken Rheintalbahn (Station Oberwinter) und über die B 9 erreichbar.

## Geschichte
Unkelbach wurde 853 erstmals urkundlich als Unchaberhi erwähnt, das Gebiet war jedoch auch frühgeschichtlich und römisch besiedelt. Um 1200 wurde die Dorfkapelle durch Mönche errichtet. Seit 1383 führte Unkelbach ein eigenes Schöffensiegel. 1660 wurde das Pestkreuz in der Kirche errichtet. Die Abtei Deutz hatte neben zahlreichen anderen Klöstern Besitzungen in Unkelbach. Von 1550 bis zum Ende des 18. Jahrhunderts gehörte Unkelbach zum Jülicher Amt Sinzig. In Unkelbach wurde – schon für 1560 nachweislich – ein Hochherrengeding abgehalten (Hochgericht).
Von 1815 an gehörte der Ort im Unkelbachtal zu Preußen. 1817 hatte Unkelbach 72 Wohnhäuser und 307 Einwohner. Es kamen erste bürgerschaftliche Anstrengungen zum Tragen: 1852 erhielt Unkelbach eine eigene Feuerlöschfahrspritze und 1857 wurde ein Nachtwächter eingestellt. Zwischen 1898 und 1903 wurde der stattliche Neubau der Pfarrkirche Sankt Remigius durchgeführt.
Im Rahmen der kommunalen Neugliederung in Rheinland-Pfalz wurde die bis dahin eigenständige Gemeinde Unkelbach am 7. Juni 1969 aufgelöst und der neu gebildeten Stadt Remagen zugeordnet. Im Jahr 2002 wurde der Gemeinschaftsplatz am Dorfgemeinschaftshaus eingeweiht, ein Jahr später beging die Dorfgemeinschaft die 1.150-Jahr-Feier der urkundlichen Ersterwähnung.
Das kleine Dorf besitzt eine Pfarrkirche, die dem Heiligen Remigius geweiht ist. Der neugotische Bau wurde ab 1899 nach Plänen des Bonner Architekten Johann Adam Rüppel erbaut und 1903 konsekriert. Der Neubau ersetzte eine zu klein gewordene Vorgängerkirche aus dem 13. Jahrhundert. Aus dieser wurde das bedeutendste Stück der sichtbaren Ausstattung übernommen: eine Darstellung der thronenden Muttergottes aus dem Ende des 13. Jahrhunderts, die Unkelbacher Madonna. Eine der drei Glocken stammt vermutlich aus der Zeit um 1300. Diese Glocke zählt zu den ältesten im Bistum Trier. 1955 wurden in Saarburg zwei weitere Glocken gegossen. Das Geläut erklingt mit den Anfangstönen des Te Deum. 1967 wurden der Dachstuhl und der Glockenturm renoviert.

## Politik

### Ortsbezirk
Unkelbach ist einer von sechs Ortsbezirken der Stadt Remagen. Der Stadtteil wird von einem Ortsbeirat und einem Ortsvorsteher vertreten.

### Ortsbeirat
Der Ortsbeirat besteht aus sieben Mitgliedern, die bei der Kommunalwahl am 9. Juni 2024 in einer personalisierten Verhältniswahl gewählt wurden, und dem ehrenamtlichen Ortsvorsteher als Vorsitzendem.
Die Sitzverteilung im Ortsbeirat:
| Wahl | SPD | CDU | Grüne | AfD | FBL | WGR | Gesamt  |
| ---- | --- | --- | ----- | --- | --- | --- | ------- |
| 2024 | –   | 2   | –     | 1   | 4   | –   | 7 Sitze |
| 2019 | –   | 2   | 1     | –   | 4   | 0   | 7 Sitze |
| 2014 | 1   | 1   | 1     | –   | 3   | 1   | 7 Sitze |
| 2009 | –   | 3   | 1     | –   | 2   | 1   | 7 Sitze |

- FBL = Freie Bürgerliste Remagen e. V.
- WGR = WählerGruppe Remagen e. V.

### Ortsvorsteher
Egmond Eich (FBL) wurde am 10. Juli 2014 Ortsvorsteher von Unkelbach. Bei der Direktwahl am 26. Mai 2019 wurde er mit einem Stimmenanteil von 84,05 % für weitere fünf Jahre in seinem Amt bestätigt. Bei der Direktwahl am 9. Juni 2024 setzte er sich mit 68,2 % gegen einen Mitbewerber durch.
Eichs Vorgänger waren seit 2009 Klaus Olef (FBL) und zuvor Stefan Kirwald (CDU).

## Vereinsleben in Unkelbach
Obwohl Unkelbach ein verhältnismäßig kleiner Ort in Kreis Ahrweiler ist, bietet er doch eine große Anzahl an Vereinen.
Sportliches Aushängeschild ist der 1931 gegründete BSC Unkelbach. Die erste Mannschaft spielt aktuell in der Kreisliga C und absolviert ihre Spiele auf dem Sportplatz an der Rheinstraße in Unkelbach. Dort befindet sich auch das Vereinsheim des BSC. Neben dem Fußball bietet der Verein auch Tischtennis, Gymnastik und Aikido an.
1987 wurde der Traditionsverein Unkelbach e. V. gegründet. Der Verein setzt sich dafür ein Brauchtum und Tradition weiterhin im Wirken der Gemeinschaft zu verankern. Dazu gehören Traditionen bei der jährlichen Kirmes, dem Martinszug oder der Maifeier. Das heutige Ortswappen geht auf eine Initiative des Vereins zurück. Ebenso wurde über den Verein eine gebundene Chronik über die Geschichte Unkelbachs herausgebracht.
Besonders im Karneval aktiv sind die Rot-Weißen Funken Unkelbach, die 1975 gegründet wurden. Der Verein bietet heute eine Showtanz-Formation, eine Gruppe für Gardetanz, eine Seniorengruppe und verschiedene Formationen für Kinder unterschiedlichen Alters. Der Verein tritt bei Karnevalsveranstaltungen im gesamten Kreisgebiet auf.

## Dungkopf

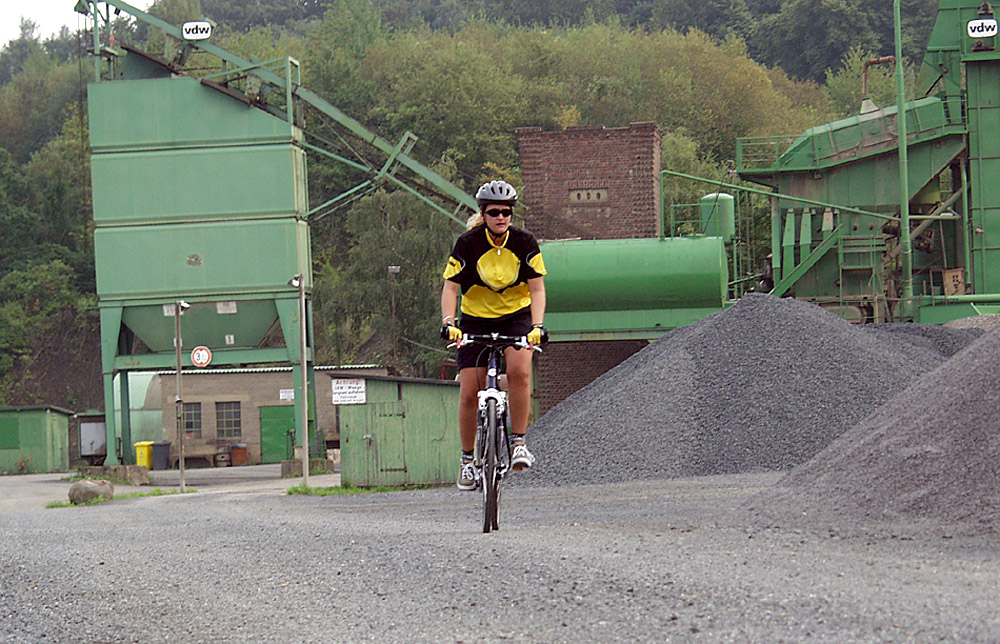
Der Unkelbacher Steinbruch 2002 als Kulisse für einen Fahrradkatalog

1822 wurde der erste Abbauvertrag für einen Steinbruch im nördlichen Unkelbachs abgeschlossen, dem Dungkopf. Von 1881 an wurde eine Pferdeeisenbahn vom Steinbruch zum Rhein gebaut. 1907 kam das Ende des Weinanbaus, der Hauptarbeitgeber des Orts war Anfang der 1950er bis in die 1960er Jahre der Basaltsteinbruch Dungkopf, wobei viele Arbeiter zu dieser Zeit noch nebenher eine Landwirtschaft betrieben. Von den knapp 400 Erwerbstätigen Unkelbachs waren etwa 30 Prozent im Steinbruch beschäftigt. Die Dorfstruktur wurde um diese Zeit außerdem geprägt von im Ort ansässigen, kleineren Handwerksbetrieben. Einige Ackerflächen waren verpachtet oder lagen brach. 1970 waren nur noch 14 Arbeiter im Steinbruch beschäftigt. 1997 wurde der Abbau des Basalts eingestellt. Seit dem Abriss aller technischen Anlagen liegt der Steinbruch brach.